# 孫登
孫 登（そん とう）は、中国三国時代の呉の皇太子。字は子高。父は孫権。妻は周妃・芮妃（芮玄の娘）。弟は孫慮・孫和など多数。子は孫璠・孫英・孫希。諡は宣太子。

## 経歴
長男として生まれたが、生母の身分が低かったため、孫権は正室である徐夫人に養子として育てさせ、嫡男として扱われていた。
黄初2年（221年）、孫権が呉王に封じられたときと同時に魏から東中郎将の官位を与えられ、万戸侯に封じられた。しかし、病気を理由として辞退した。また魏は孫権に孫登を人質に差出すように要求したが、若いという理由で拒否した。同年のうちに孫権が孫登を王太子にした。
孫登はやさしい性格で人が好きであった。優れた若者が周囲に集められ、諸葛恪・張休・顧譚・陳表が孫登の側近となり、友人として一緒に学問・乗馬・射撃に励んだ。周囲の友人達に対し、君臣の礼を超えた付き合いをしたといわれ、車に同乗したり、寝食をともにしたりもした。張温の薦めにより中庶子の官が設置され、陳表達がそれに就任すると、孫登は中庶子達が君臣の礼に捉われ過ぎているとして、頭巾をとるよう命じたりした。孫権は『漢書』を学ばせるため、張昭に講師をさせようとしたが、そこまで張昭の手を煩わせるまでもないと判断し、代わって張休に講義させた。
黄武4年（225年）、孫権は孫登の妃に功臣周瑜の娘を迎えた。程秉が孫登の妻の出迎え任務を果たし、孫登に夫婦の道を教訓すると、孫登もこれによく答えた。
黄龍元年（229年）、孫権が即位すると皇太子になった。諸葛恪ら4人はそれぞれ左輔・右弼・輔正・翼正都尉となり、太子四友と呼ばれた。また、謝景・范慎・刁玄・羊衜も同時期に賓客として招かれたため、東宮が活気づいたという。
孫権は武昌から建業に再び遷都したが、孫登を武昌に残し陸遜・是儀に補佐させた。孫登は是儀に十分な敬意を払い、なにか事を起こす場合は必ず是儀に意見を求め、その後に実行に移した。あるとき孫登は、歩騭に対し荊州の人物について意見を求めた。このため歩騭は、諸葛瑾・陸遜・朱然・呂岱・潘濬・裴玄・夏侯承・衛旌・李粛・周条・石幹など、荊州で功績を挙げた呉の人物を11名ほど列挙し、斉や前漢での事例を挙げて賢人を用いるよう忠告した。
一時、次弟の孫慮が孫権に寵愛され、その孫慮が嘉禾元年（232年）に若死すると、孫権は悲しみのあまり食事を摂らなくなった。孫登は建業へ急遽駆け付けて孫権を見舞い、涙を流しつつ誠心誠意励ました。その後、武昌に帰った時、父帝のお供をして建業に残る願いを出し、孫権に許された。
嘉禾3年（234年）、孫権が合肥に遠征すると留守を任され、優れた統治手腕を発揮した。また孫権が孫登に軍を率いさせ出征させようとした事があった。全琮は孫権に諫言した。孫権が即座に孫登に引き返させると、人々は全琮を国家の節義を守った者として称賛したという。
嘉禾6年（237年）に陳表の死後、その遺族のために家を建ててやったという。
赤烏4年（241年）、病のため33歳で死去した。死の直前、孫登は孫権が弟の孫和を愛していることを知り、自身も孫和を愛していたため、自分の死後、孫和を皇太子として採り立て、陸遜・諸葛瑾・歩騭・朱然・全琮・朱拠・呂岱・吾粲・闞沢・厳畯・張承・孫怡といった国の支えとなる人物を重用するよう遺書を残した。宣太子と諡された。後に遺書が届けられたため、ますます悲しみを募らせた。初めは句容に葬られたが、赤烏7年（244年）に蒋陵へ陪葬された。
孫登の若死は、呉の内紛（二宮事件）を招く大きな一因となってしまった。
小説『三国志演義』では、徐夫人の実子という設定になっている。

## 人物・逸話
- 孫権が孫登を皇太子にしようとしていた際に、孫登は辞退して 「根本が立ってから道は生じるものです。太子を立てようというのなら、まずは皇后を立てるのが妥当です」と言った。孫権は「母御（孫登の実母のこと）はどこにおられるかな?」と問うと、孫登は「呉郡に在ります（徐夫人のことを指す）」と答えている。孫権は沈黙した。当時、孫権の寵妃であった歩夫人への礼儀を欠かさなかったが、あくまで孫権に疎まれていた育ての母である徐夫人を敬愛した。徐氏の使者を通じて衣服が贈られてきた際には、必ず沐浴してから衣服を着たという。孫権は徐夫人を皇后とすることに同意しなかったが、皇太子の気持ちも配慮し、歩夫人を皇后にすることはなかった。

- 武昌で狩りに出かけるときは、常に良田を避けて苗を踏まないようにし空き地で休んでいた。ある日乗馬して出た時、弾丸がかすめたことがあった。側近が犯人を捜したところ、弾弓を手にし弾丸を持っていた者がおり、全員がこの者だと思ったが聞いても認めなかった。従者がむちうとうとしたが、孫登は通過した弾丸を探させ、比べると別物だったので釈放した。またある日水を盛る金の碗が失われたことがあり、これが発覚すると近侍の仕業だったが、罰を致すに忍びず、呼んで叱責した後に謹慎させ、側近には言わぬよう命じた。

- 後継者として期待していた愛息に先立たれ、孫権は嘆き悲しんで、「国喪明嫡百姓何福」と詔を下したと伝わる[6]。前燕の帝慕容儁は「私は中年になって慕容曄を失ってから、なぜ魏武（曹操）と孫権が曹沖と孫登を失ってからそんなに悲しんでいるのかを知った」に周りの人にこう語ったという。

## 評価
陳寿は、孫登を「しっかりとした目標を持ち、豊かな徳の持ち主であった」と評している。
南宋の儒学者葉適は「太子、藩王の賢明さについては、以前の3つの王朝にも、以後の3つの王朝にも彼と比較できる人物は少ない。同時代の曹子桓（曹丕）も曹子建（曹植）も、彼とは比べ物にならないでしょう」と絶賛していたという。